# 小沢優名
小沢 優名（おざわ ゆうな、1989年6月12日 - ）は、日本のAV女優。

## 略歴
2010年にAVデビューした。

## 作品

### アダルトビデオ
2010年
- 初心な素人さん、初めてのAV出演 ゆうなさん（10月15日、宇宙企画）[1]
- とってもエッチな性教育 ～ゆうな先生式特別授業～（11月26日、宇宙企画）[1]
- 「童貞を食べたくって仕方がない…」という超美人人妻に童貞を奪ってもらいませんか?4（12月7日、V&Rプロダクツ）[要出典]
- 裏ワザ!SNSで知り合ったメガネOLの悩みを聞いてタダマン（12月10日、S級素人）
- 泣きながら感じるワタシはHですか?（12月24日、宇宙企画）[1]
- 続・ドエロ奥さん（12月27日、LEO）…共演：佐藤みき、瀬名ジュン[1]

2011年
- 彼女なら!彼氏のち○ぽ当ててみろ!!10（1月13日、はじめ企画）[要出典]
- 続・ドエロ奥さん（1月14日、LEO）…共演：佐藤みき、瀬名ジュン[1]
- ディープレズビアン ～禁断の母娘～（1月14日、クリスタル映像）…共演：結城みさ、大橋奈津美、横山みれい
- 現役キャバ嬢がドレスを脱いだとき…4時間3秘密の枕営業編（1月14日、ケイ・エム・プロデュース）[要出典]
- 混浴温泉に一人でやって来たわけあり女性客、タオルからはみ出した勃起チ○ポから目が離せなくなったら絶対ヤレる!（3月5日、SWITCH）
- 私、就職活動中。3 4時間（3月11日、ケイ・エム・プロデュース）[要出典]
- 今、あなたの妻が抱かれています。人妻ひろみ26歳（3月15日、光夜蝶）[要出典]
- 出会ってすぐにヤっちゃう今時の名古屋ギャル。（5月13日、U&K）
- 麗しの美人OL4時間6Premiere（5月13日、ケイ・エム・プロデュース）[要出典]
- 甘え上手じゃないとだめですか…応募してきた地方妻ゆりあ（5月15日、光夜蝶）
- 小沢優名東熱流ガチ中出し（5月20日、東京熱）
- 愛の迷作劇場 エロドラマ（仮）8（5月31日、LEO）
- 十年恋（6月10日、一本道）
- 宇宙企画コレクション2011 8時間SP（6月24日、宇宙企画）
- 色っぽい先輩女子社員をじっと見ていたら、叱るどころか勃起したボクのチ○ポに逆セクハラ（7月7日、ヒビノ）…共演：瀬名ジュン、星崎アンリ、佐久間梢、黒田麻世
- 犯られる女教師 ゆうな（7月13日、ハヤブサ）
- ギャルのエロ過ぎるナマ乳を揉んだりパイズリしたり、さらにはセックスできる店!?Ecup以上巨乳ギャル限定ビアガーデン!!OPEN!!（8月6日、GARCON）…共演：木下若菜、遥美結、片桐めい
- 特選!!S級素人ギャルコレクション4時間スペシャル6（8月12日、ケイ・エム・プロデュース）[要出典]
- モデルコレクション：小沢優名（8月24日、スタジオテリヤキ）
- 応募してきた地方妻達のとんでもない痴態全部見せます。5時間（9月1日、光夜蝶）[要出典]
- 下半身を持て余した若妻は女性エステシャンに塗り込まれた媚薬効果のあるオイルでレズに目覚めた（9月2日、ヒビノ）
- フェラコレOL編（9月25日、ハヤブサ）
- フェラコレ2011秋SP（10月25日、ハヤブサ）
- キスしながら乳首を責めて手こきして抜いてあげる（11月25日、ハヤブサ）

2012年
- 限定販売 一周年ありがとう480分メガ盛りスイッチコンプリート980円（1月7日、SWITCH）
- 宇宙企画生中出しコレクション4時間2（2月24日、宇宙企画）[1]
- 私たちは何度も力ずくで犯され身も心も全て男の人に絶対服従を誓いました2（3月13日、ハヤブサ）…共演：金子きい、前田陽菜、及川はるな、南レイ、篠田ゆう
- 超ギャルブチギレ手コキ!! ～お前らってキレられながら手コかれて興奮してるとか、マジ変態じゃん!!～（4月5日、GARCON）
- HUNT!!美人女子大生ナンパ斬り（5月11日、ケイ・エム・プロデュース）

2013年
- 宇宙企画初撮り美少女コレクション4時間（4月26日、宇宙企画）[1]